# Pasch (cràter)
Pasch és un cràter d'impacte en el planeta Mercuri de 37 km de diàmetre. Porta el nom de la pintora sueca Ulrika Pasch (1735-1796), i el seu nom va ser aprovat per la Unió Astronòmica Internacional el 2012.